# Nia Chaos
Il Nia Chaos è una struttura geologica della superficie di Marte.